# Rafel Crespí Cladera
Rafel Crespi Cladera (La Puebla, Baleares, 1962) es un profesor español, catedrático de organización de empresas de la Universidad de las Islas Baleares y director de la cátedra Banca March de la empresa familiar. Actualmente prepara su candidatura para ser rector de la Universidad de las Islas Baleares.

## Biografía
Se diplomó en ciencias económicas y empresariales por la Universidad de las Islas Baleares (1984), posteriormente se desplazó a Barcelona para licenciarse en ciencias económicas y empresariales por la Universidad de Barcelona (1986), doctorándose en ciencias económicas y empresariales por la Universidad Autónoma de Barcelona (1992). Ha ejercido labores docentes en la Universidad Autónoma de Barcelona como ayudante (1986-1992) y como Titular de Universidad (1993-1987). Fue profesor titular en la Universidad Pompeu Fabra de Barcelona (1992-1993). Ejerciendo como investigador visitante en diversas universidades internacionales como: Tilburg Univesity, en CentER (Center for Economic Research) (1995-1996); Oxford Univesity, en la Said Business School (1998); Cambridge Unversity en el Centre for Business Research (2005-2006), y University of Illinois at Champaign Urbana (2009, 2010, 2011). Más recientemente ha sido profesor visitante en la IE Business School en Madrid (2015-2016). Actualmente es catedrático del departamento de Economía de la Empresa en la Universidad de las islas Baleares.
Ha impartido docencia en cursos de Dirección Estratégica, Empresa Familiar, Introduction to Business, Strategic Management , Corporate Governance entre otros.

### Actividad investigadora[3]
Crespí desarrolla su labor investigadora en el grupo de investigación GREO de "Investigación en Economía de las Organizaciones" Archivado el 5 de marzo de 2017 en Wayback Machine. de la Universidad de las Islas Baleares. La investigación se realiza de forma coordinada con grupos de investigación del departamento de Economía de la Empresa de la Universidad Autónoma de Barcelona, con el Departamento de Gestión de Empresas de la Universidad Pública de Navarra y con el Departamento de Dirección y Organización de Empresas de la Universidad de Zaragoza.
Sus líneas de investigación se centran en gobierno corporativo y empresa familiar. A lo largo de su carrera, desde 1998 ha sido Investigador Principal de forma ininterrumpida en proyectos de investigación competitivos. Ha dirigido 5 tesis doctorales. Es autor de numerosas publicaciones recogidas en el Journal Citation Report entre las que destacan las publicadas en Strategic Management Journal, Family Business Review, Journal of Family Business Strategy, Corporate Governance: An International Review, Journal of World Business, Journal of Accouting an Public Policy o Journal of Banking & Finance. Cuenta con numerosas comunicaciones y ponencias en congresos nacionales e internacionales y varios capítulos de libro en editoriales com Oxford University Press o Edward Elgar.
Ha sido miembro adjunto del área de Economía de la Agencia Nacional de Evaluación y Prospectiva, del Ministerio de Ciencia e Innovación. (2006-2010) y miembro de la comisión de ciencias sociales de la AQU del sistema universitario de Catalunya para la acreditación de profesorado (2010-2015). Ha sido director de investigación del Observatorio de Gobierno Corporativo de la Fundación de Estudios Financieros, dependiendo del Instituto Español de Analistas Financieros (2006-2010). Ha ejercido como director en el programa de doctorado DEMO, una iniciativa interuniversitaria entre Universidad Autónoma de Barcelona, la Universidad de las Islas Baleares y la Universidad Pública de Navarra.

### Gestión y política universitaria
En su trayectoria dentro de la Universidad de las Islas Baleares, ha ejercido como director del Departamento de Economía de la Empresa durante el período 2007 a 2015 y como subdirector del mismo departamento de 2003 a 2007. Ha ejercido como miembro de la Comisión de Postgrado y en la Comisión de Doctorado en la UIB del año 2004 al 2007. Miembro de la comisión del plan estratégico (2002-2006) en el año 2002. Miembro del Claustro de la UIB desde 1999.
Secretario del Departamento de Economía de la Empresa en la Universitat Autònoma de Barcelona de 1993 a 1995.
Miembro del Claustro constituyente de la Universitat Pompeu Fabra en 1999. 
Presidente del Comité Organizador del congreso de Asociación científica de Dirección de Empresas en Palma de Mallorca, 2002.